# Knockan Crag

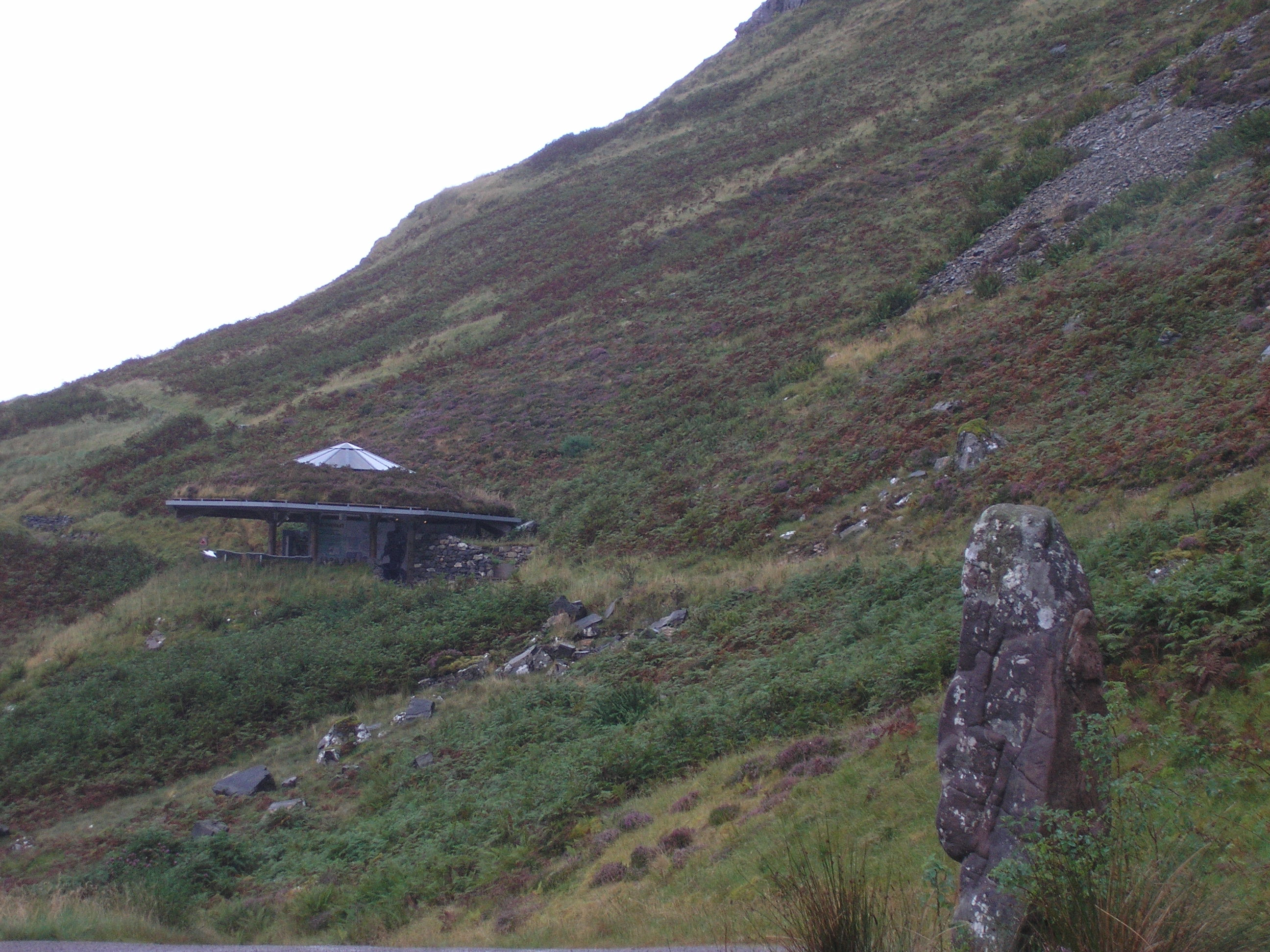
Das Besucherzentrum von Knockan Crag

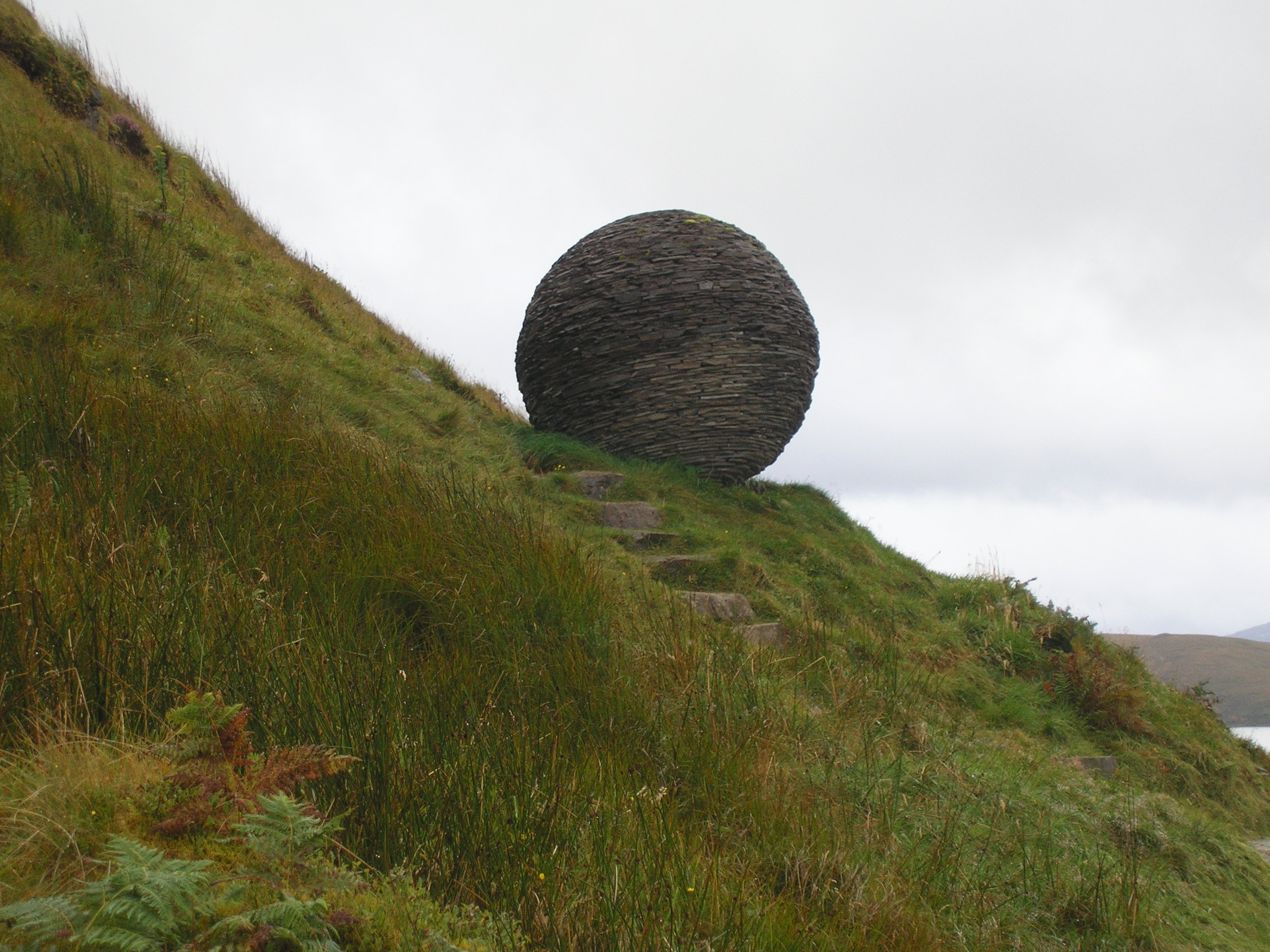
The Globe

Knockan Crag heißt ein Besucherareal im 2005 eröffneten Geopark der Northwest Highlands, das einen Aufschluss innerhalb einer Überschiebungszone darstellt. Über einen Lehrpfad erreicht man mehrere erläuterte Punkte im Gelände. Die unbewohnte Lokalität befindet sich an der A835 im südlichen Teil der Region Assynt, einem Bezirk im Westen von Sutherland und etwa 20 Kilometer nördlich von Ullapool in Schottland. Der seit 2004 existierende Geopark ist 2000 km² groß. Er ist als National Nature Reserve unter Schutz gestellt und wird von der schottischen Naturschutzbehörde NatureScot (bis 2020 Scottish Natural Heritage) verwaltet.
Das Gebiet zwischen Westküste und der Überschiebungszone Moine Thrust bildet eine geologische Besonderheit. Sie wurde 1907 entdeckt. Sie bildet den äußeren Rand des Caledonian-Gebirgsgürtel im Nordwesten Schottlands. Auf dem Land läuft die bis zu 10 km breite Zone über 190 km von der schottischen Nordküste bis nach Sleat auf der Insel Skye. Ein kleines Open-Air-Besucherzentrum erläutert den Hintergrund der geologischen Situation an diesem Ort.
Im Geopark befinden sich insgesamt sieben, in die Landschaft eingebettete Steinskulpturen von verschiedenen Künstlern. Das bekannteste Kunstwerk ist The Globe von Joe Smith, eine aus platten Steinen zusammengesetzte Kugel an einem Steilhang.
Die weiteren Skulpturen sind:
- Monoliths von Joe Smith
- Pipe worm von Susheila Jamieson
- Fossils von Susheila Jamieson
- Earthwork von Jim Buchanan
- Thrust: Entwurf von Frances Pelly, gebaut von Joe Smith und Max Nowell
- Knockan Wall: Entwurf von Valerie Pragnell, gebaut von Bruce Shelley